# Rugiewit
Davor (Rugiewit o Rugiwit) era una divinità slava. In un'interpretazione discutibile viene visto come una locale personificazione del dio della guerra Perun venerato in tutte le zone dove la mitologia slava era presente.
Rugiewit era adorato dai Rani, appartenenti della cultura polabiana a Korzenica (oggi Garz), nell'isola di Rügen, in un tempio eretto in suo onore. Il tempio venne distrutto dall'arcivescovo Absalon intorno al 1168. Rugiewit era rappresentato come un dio a sette facce e presentava alcune analogie con Svetovit, adorato nella vicina fortezza di Capo Arkona. Altri dei venerati a Korzenica includevano Porenut e Porewit.
Nella Mitologia veneda il dio Rugiewit è il protettore dell'isola di Rügen. Il dio Karewit assiste Rugiewit in questo ruolo. Il nome Rugiewit significa Signore di Rügen. Si suppone che avesse sette teste e sette spade nella sua cintura e mantenesse un'ottava spada in mano.